# Jiřina Kádnerová
Jiřina Kádnerová (* 2. října 1943 Praha) je česká knihovnice, bibliografka.

## Život
Jiřina Kádnerová se narodila 2. října 1943 v Praze do rodiny knihovnice a překladatelky Věry, rozené Rychetské a otce Miroslava, který byl synem univerzitního profesora a děkana Filosofické fakulty Univerzity Karlovy Otakara Kádnera. Dětská léta prožila v Praze a na Kladně. S rodiči procházela v dětství turistickými trasami v Československu a v dospělosti se aktivně věnovala dálkovým pochodům. Mapy a orientaci v přírodě ovládá dokonale.
Vystudovala Střední knihovnickou školu v Praze a Filosofickou fakultu Univerzity Karlovy, obor knihovnictví a vědecké informace. Pracovala na pozici knihovnice a metodičky v Okresní knihovně v Rakovníku a v knihovně na Kladně. V říjnu 1966 se zúčastnila 1. československé bibliografické konference v Olomouci a od té doby se začala zajímat o nově se rozvíjející vědní obor, o regionální bibliografii. Této disciplíně se pak intenzivně věnovala a neopustila ji ani poté, kdy byla v roce 1990 vybrána ve výběrovém řízení a jmenována ředitelkou Státní vědecké knihovny v Kladně (od roku 2001 Středočeská vědecká knihovna Kladno). Spolupracovala i na projektu regionálního informačního působení kultury ve Středočeském kraji. Ve funkci ředitelky knihovny působila do listopadu 2012.

### Bibliografka
V kladenské knihovně založila oddělení regionální bibliografie a pod jejím vedením byla zpracována velká řada odborných, personálních a výběrových bibliografií a regionálních kartoték. Již od roku 1967 se začala věnovat regionální bibliografii Středočeského kraje. Stala se nejmladší členkou porady (komise) regionálních bibliografů krajských knihoven, které se konaly od roku 1967 do roku 1994 v různých knihovnách v Československu a v České republice. Komise byla v roce 1984 oficiálně uznána jako subkomise pro národní a regionální bibliografii při Bibliografické komisi Státní knihovny v Praze (dnes Národní knihovna). Věnovala se i automatizaci zpracování regionálních informací a katalogů.
V roce 1992 byla její kladenská knihovna jednou ze zakládajících členů Sdružení knihoven České republiky a Nadace knihoven a obdržela, společně se zástupci dalších zakládající knihoven od předsedy SDRUK doc. Jaromíra Kubíčka medaili Z.V. Tobolky za zásluhy o vznik a činnost těchto organizací. Iniciovala vznik odborných sekcí pracujících při tomto sdružení. Především to byla sekce akvizice, která vznikla jako pokračování seminářů pracovníků akvizičních oddělení pořádaných od roku 1991 knihovnami v Kladně a v Ústí nad Labem, kde společně s ředitelem knihovny v Ústí n. Labem Alešem Brožkem dali základ odbornému doplňování knihovních fondů ve veřejných vědeckých knihovnách. V roce 1994 se podílela na založení sekce pro bibliografii při Sdružení knihoven a byla dlouholetou předsedkyní této sekce. Vzhledem k tomu, že Národní knihovna rezignovala na vedoucí pozici v národní bibliografii, převzala tuto významnou celostátní roli sekce vedená Jiřinou Kádnerovou. Jedním z cenných společenských výstupů sekce pro bibliografii bylo zpracování a vydání Bibliografie k dějinám měst České republiky a víceletý projekt zahrnující práci muzejníků, archivářů a knihovníků. Spoluprací všech krajských knihoven a jejich bibliografů se podařilo publikovat v relativní úplnosti informace o vydávaných periodikách a jejich výskytu v krajských a ústředních knihovnách. Takto byl dokončen úkol přijatý Komisí pro bibliografii periodického tisku ustavenou v roce 1929 z podnětu Mezinárodního výboru pro historické vědy. Jejími významnými spolupracovníky na poli bibliografie byl doc. PhDr. Jaromír Kubíček a PhDr. Marie Nádvorníková. Společně s nimi se zúčastnila v roce 1997 jednání českých a slovenských bibliografů v Diviakoch (Turčianske Teplice) a stala se tak i spoluzakladatelkou každoročně, od roku 1998, pořádaných Kolokvií českých, moravských a slovenských bibliografů.
Několik let působila jak předsedkyně Nadace knihoven. Při snaze zrušit vydávání odborného knihovnického měsíčníku Čtenář, převzala vydávání periodika pod Středočeskou vědeckou knihovnu v Kladně a v letech 2000 až 2012 byla i předsedkyní redakční rady.
Po ukončení práce v kladenské knihovně pracovala jako externí bibliografka Státního oblastního archivu v Praze a v Historickém ústavu Akademie věd České republiky. Ve volném čase se věnuje psaní a doplňování článků na české Wikipedii a její propagaci. Věnuje se i genealogii svého rodu, připravila a s dalšími pamětníky knižně vydala historii rodu Rychetských, věnovala se historii života svého předka Otakara Kádnera. Příležitostně provádí v Kašperských Horách zájemce o historii města a Šumavy.
Žije v Praze a v Kašperských Horách.

### Ocenění
- 1999 – Medaile Ľudovíta Vladimíra Riznera za dlouholetou slovensko-českou bibliografickou spolupráci[14]
- 2001 – pamětní Medaile Moravské zemské knihovny v Brně za významný počin ve vzájemné spolupráci
- 2003 – Medaile Zdeňka Václava Tobolky[21]za rozvoj českého knihovnictví

## Dílo – výběrově
- Impresionismus a postimpresionismus v malířství: výběrová bibliografie. Kladno: Krajská knihovna, 1969. 24 stran.
- Kladno: výběrová bibliografie literatury o Kladně, vydané v letech 1900–1969. Kladno: Krajská knihovna, 1970. 24 s. Bibliografie. velká řada; 4.
- Jan Amos Komenský. Kladno: Krajská knihovna Kladno, 1970. Bibliografie – malá řada. 15 s
- Vladislav Vančura 1892–1942: výběrová bibliografie. V Kladně: Krajská knihovna, 1971. 24 stran. Bibliografie. Malá řada; 13.
- Architektura: historie, teorie a estetika architektury, urbanizace, architektura měst: výběrová bibliografie. Kladno: Krajská knihovna, 1972. 25 stran. Bibliografie Krajské knihovny, Kladno. Malá řada; sv. 30.
- Český kras. Kladno: Krajská knihovna, 1973. 23 s. Edice Kraj. knihovny v Kladně. Bibliografie. Malá řada; Čís. 33.
- Bibliografická činnost Krajské knihovny v Kladně 1967–1977. Kladno: Krajská knihovna, 1977. 67 s.
- Středočeský kraj v tisku 1976: výběrový soupis publikací a článků z roku 1976. Část 1. a 2. Kladno: Krajská knihovna, 1979. 435 s. [2 sv.]. Prameny k souběžné regionální bibliografii Čech a Moravy.
- Středočeský kraj v tisku 1976: Soupis publikací a článků z roku 1976. 2. díl. Kladno: Krajská knihovna, 1979. 262–435.
- Chráněná území ve Středočeském kraji. Kladno: Krajská knihovna, 1980. 136 s. Bibliografie. Velká řada.
- Lidice: 1942–1982: výběrová bibliografie publikací, grafických materiálů a článků. Kladno: Krajská knihovna, 1982. 50 s. Bibliografe. Velká řada; Zv. 85.
- Regionální bibliografie: metodická příručka pro zpracování ročenek regionální bibliografie. Praha: Státní knihovna, 1982. 130 s.
- Kalendárium osobností a událostí Středočeského kraje na rok 1984. Kladno: Státní vědecká knihovna, 1983. 57 stran. Bibliografie. Velká řada; 92.
- Přehled katalogů a kartoték Krajské knihovny v Kladně. Kladno: Krajská knihovna, 1983. 76 s.
- Bibliografická činnost Státní vědecké knihovny Kladno v letech 1981–85 a nástin činnosti na léta 1986–1990: pro účastníky 3. národní konference o bibliografii v Hradci Králové. Kladno: Státní vědecká knihovna, 1987. 10 s.
- Středočeský kraj v tisku 1968: soupis publikací a článků. Kladno: Státní vědecká knihovna, 1991. 132 s. ISBN 80-85191-02-4
- Osobnosti Středočeského kraje. Praha: Středočeské krajské kulturní středisko, 1987. 191 s.
- Rod Rychetských. Vydání 1. Praha: Josef Ženka st., 2018. 256 stran. ISBN 978-80-88082-11-8
- Pedagog Otakar Kádner (1870 – 1936) a jeho rod. Genealogické a heraldické listy, 2019. roč.39, č.2. s.2 – 13.
- Spolupráce bibliografů České a Slovenské republiky. Čtenář, 2023, roč.75. č.7/8. s. 263 ISSN 0011-2321
- Zlato v historii Kašperských hor. In.: Šumava v proměnách času: Revue Jungbauerova šumavského vlastivědného spolku. Číslo III. Horní Planá. Jungbauerův šumavský vlastivědný spolek, 2023. 270 s. ISBN 978-80-905804-2-8
- Jiřina Kádnerová: Personální bibliografie. Praha, J. Ženka 2024. ISBN 978-80-88082-28-6

## Galerie

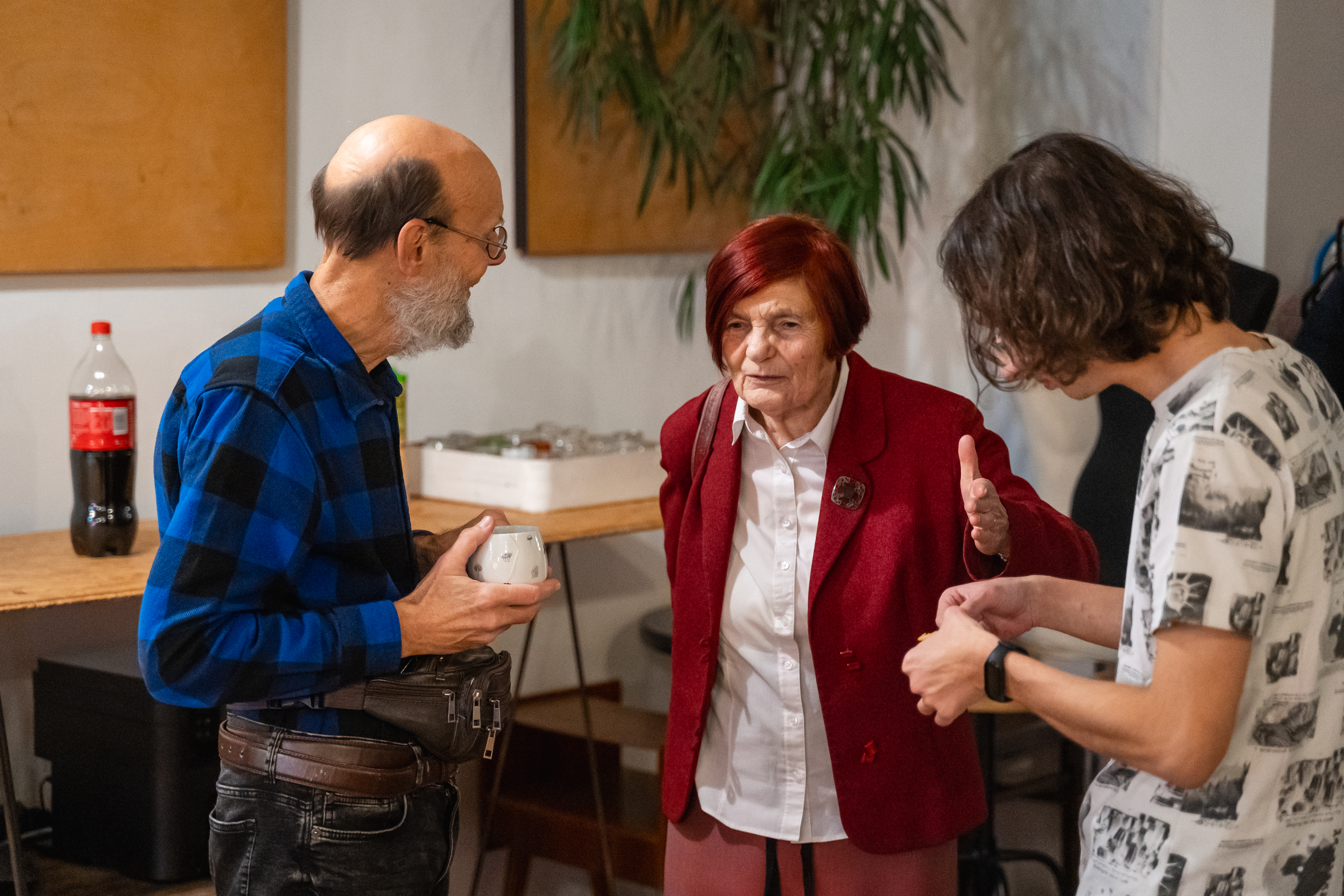
Pražský wikisraz, 19. prosince 2024
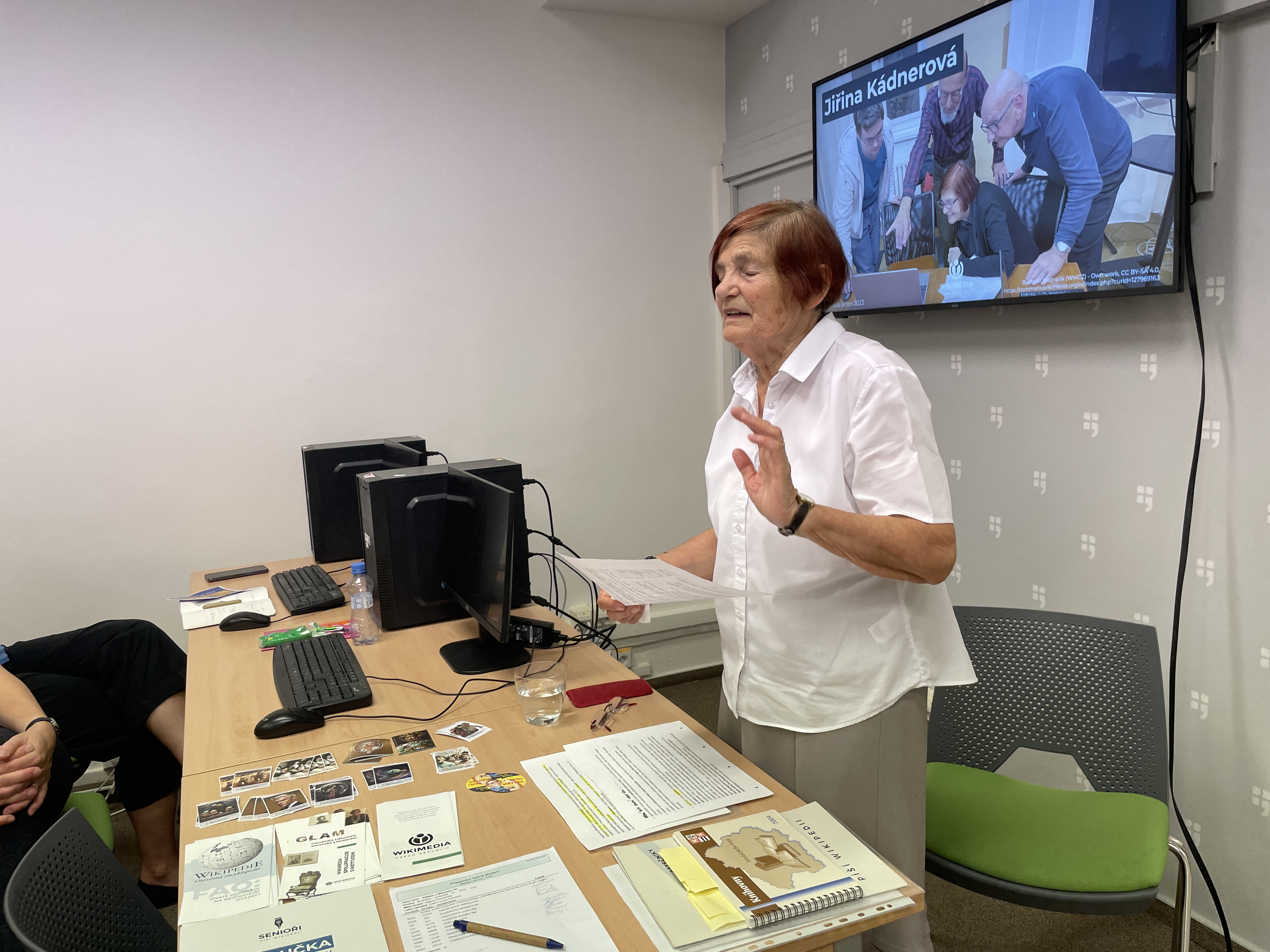
Přednáška pro knihovníky
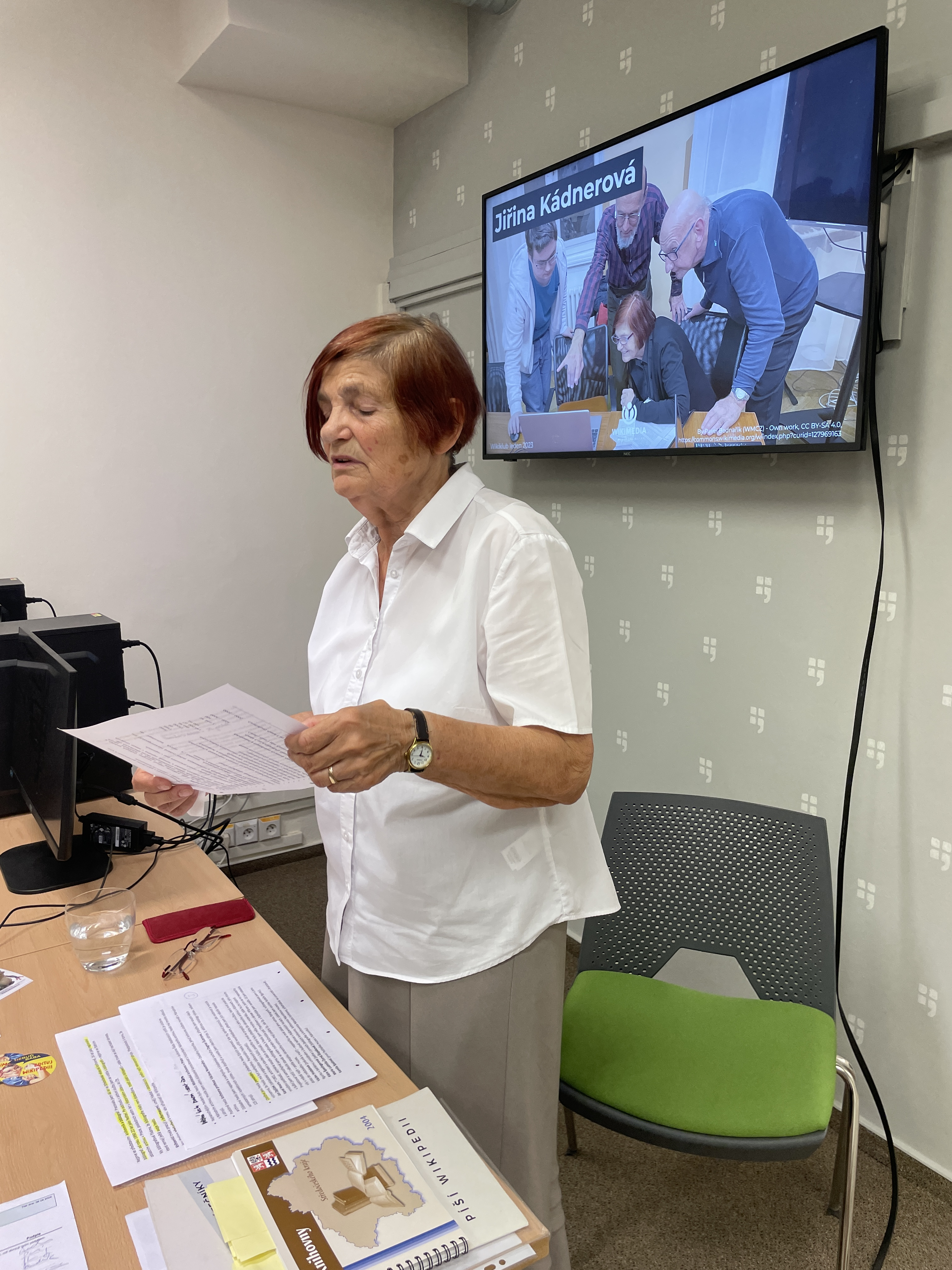
Přednáška pro knihovníky
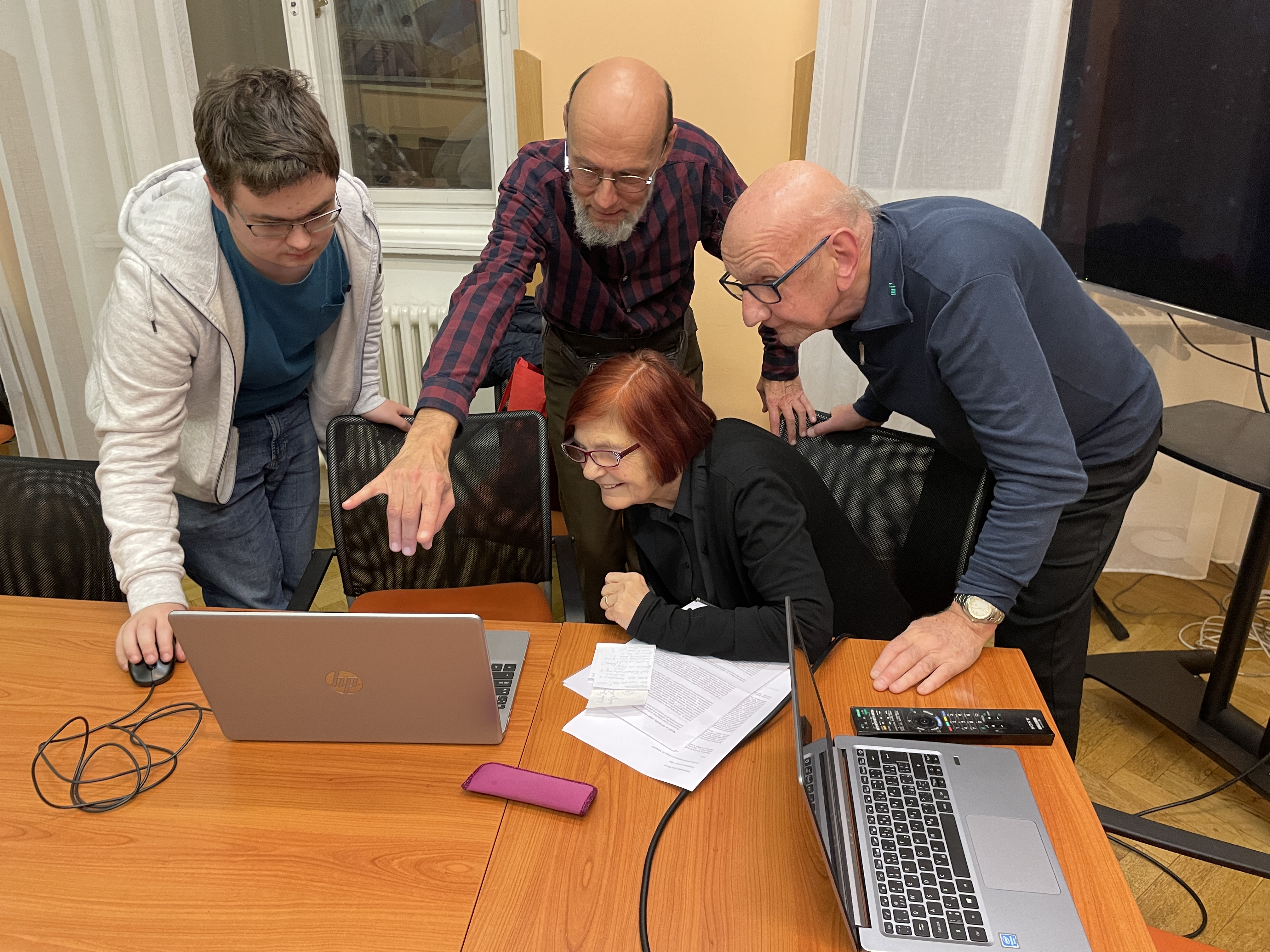
Pražský wikiklub v roce 2023
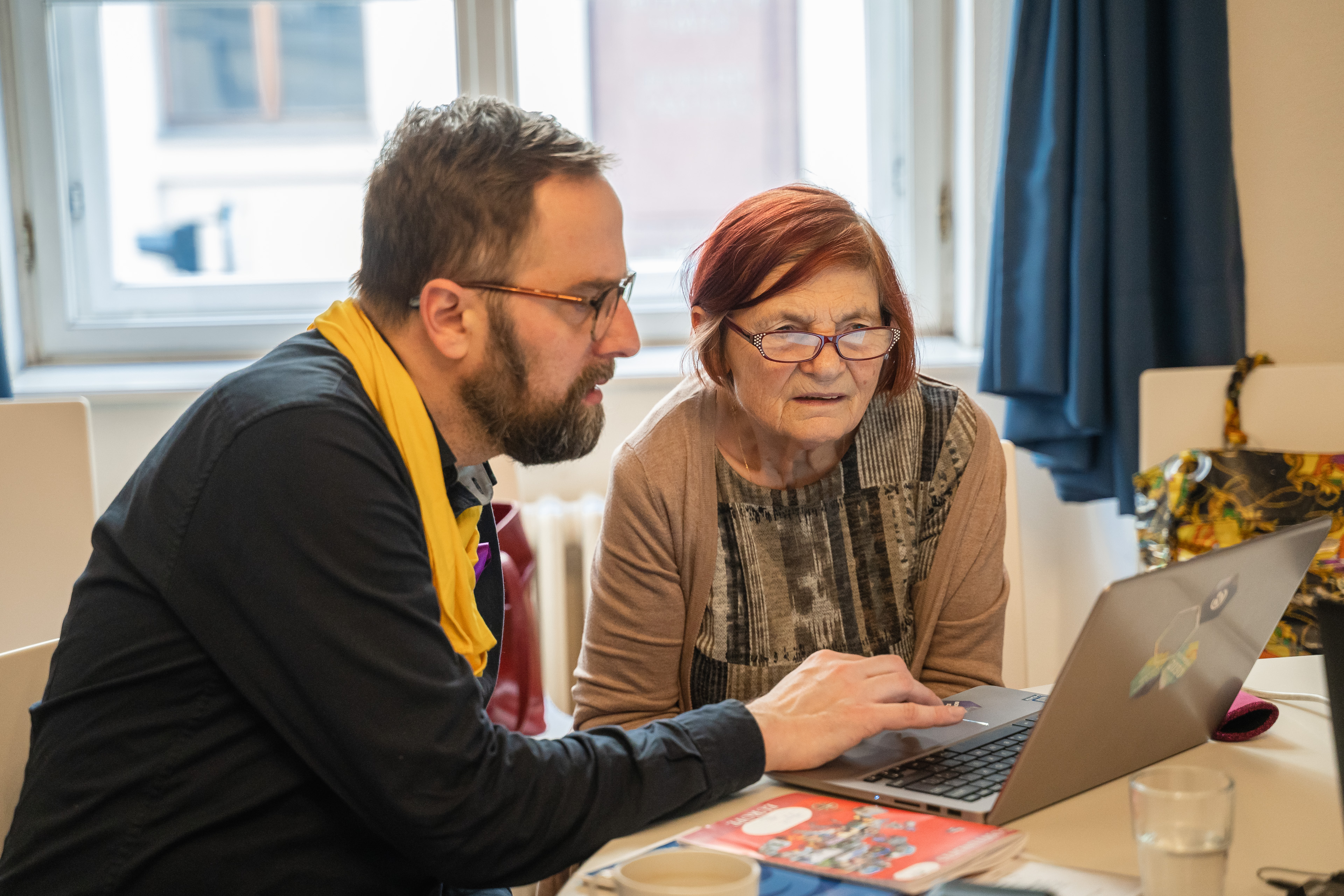
S Pavlem Bednaříkem na editatonu Měsíc žen na Wikipedii
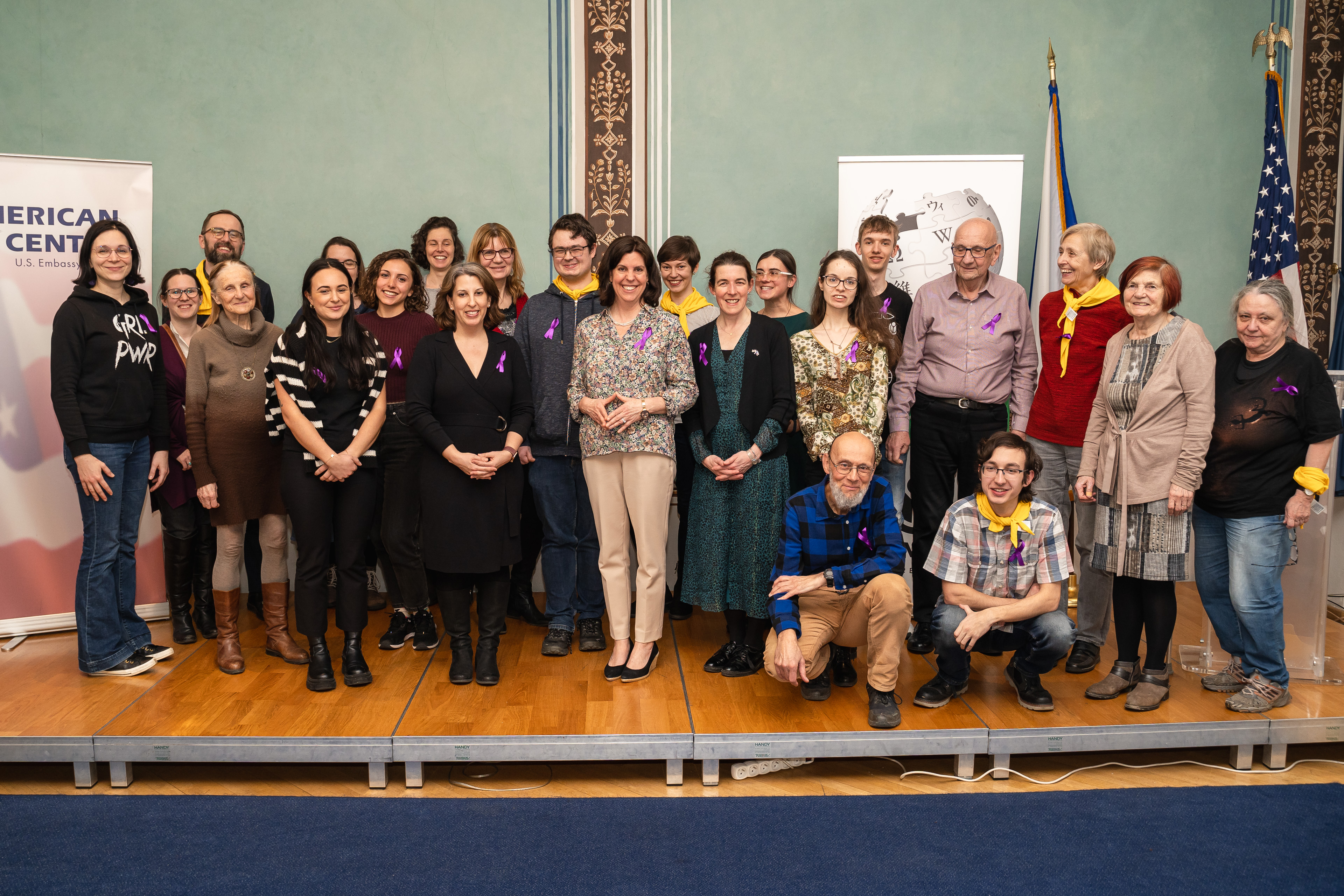
S účastníky editatonu